# Juliomys pictipes
Juliomys pictipes (Osgood, 1933) è un roditore della famiglia dei Cricetidi diffuso nell'America meridionale.

## Descrizione

### Dimensioni
Roditore di piccole dimensioni, con la lunghezza della testa e del corpo tra 85 e 104 mm, la lunghezza della coda tra 103 e 117 mm, la lunghezza del piede tra 19 e 23 mm, la lunghezza delle orecchie tra 14 e 17 mm e un peso fino a 24 g.

### Aspetto
Le parti dorsali sono bruno-arancioni chiare, mentre le parti ventrali variano dal bianco al bianco crema. Il naso è arancione. Il dorso dei piedi è fulvo-brunastro, le dita sono biancastre. La coda è più lunga della testa e del corpo, è scura sopra e più chiara sotto. Il cariotipo è 2n=36 FN=34.

## Biologia

### Comportamento
È una specie arboricola.

### Alimentazione
Si nutre di semi e frutta con polpa.

### Riproduzione
Una femmina gravida è stata catturata in Paraguay nel mese di dicembre e ad agosto in Argentina. Entrambe avevano tre embrioni.

## Distribuzione e habitat
Questa specie è diffusa nel Paraguay orientale, nella provincia argentina nord-orientale di Misiones e negli stati brasiliani meridionali di Santa Catarina, Paraná, San Paolo, Rio de Janeiro e Minas Gerais.
Vive nelle foreste pluviali atlantiche mature e secondarie.

## Conservazione
La IUCN Red List, considerato il vasto areale e la popolazione presumibilmente numerosa, classifica J.pictipes come specie a rischio minimo (Least Concern).